# Hoofdgeld
Hoofdgeld of capitatie (Frans: capitation) was een belasting die in meerdere landen werd geheven. Dit gebeurde voor het eerst, zij het tijdelijk, door de Europese vorsten om de Kruistochten te bekostigen.
In de Nederlanden was hoofdgeld oudtijds de benaming voor de personele belasting, plaatselijk geheven. De heffing bedroeg een vast bedrag per gezinslid van zestien jaar en ouder en voor elk personeelslid. In de Angelsaksische wereld is dit type belasting bekend als poll tax.

## Frankrijk
Hoofdgeld werd ook ingesteld in Frankrijk in 1695. De belasting varieerde tussen 2000 ponden (klasse 1 zoals prinsen) en 1 pond (klasse 22) per hoofd.
In 1701 betaalde men bijvoorbeeld in de kasselrij Ieper, die toen onder Frankrijk viel, in Franse ponden, per hoofd: een dorpsheer: 60, edellieden die een heerlijkheid of groot leen bezitten: 30, andere heren: 9, renteniers: 8, baljuws en griffiers van de parochie: 9, baljuws en griffiers van kleine heerlijkheden: 6, deelslieden, prijzers en landmeters: 8, brouwers: 6 ponden, enz.

## Verenigd Koninkrijk
In het Verenigd Koninkrijk is deze vorm van belasting bekend als poll tax. In 1989 wilde Margaret Thatcher de Community Charge invoeren, een vorm van poll tax die bestond uit een vast bedrag per hoofd van de bevolking, zij het met reducties voor studenten en werkzoekenden. In praktijk betekende dit dat huishoudens met veel kinderen aanzienlijk meer belastingen moesten betalen dan bijvoorbeeld alleenstaanden of kinderloze koppels. Dit leidde tot hevig verzet en burgerlijke ongehoorzaamheid: huurders van tijdelijke accommodatie negeerden de belastingaanslagen en verhuisden zonder een nieuw adres mede te delen. 
Op 31 maart 1990 kwamen meer dan 200.000 demonstranten bijeen op Trafalgar Square in  Londen. Het protest tegen de poll tax droeg bij aan het vertrek van Thatcher. De poll tax was eerst bij wijze van experiment in Schotland ingevoerd door Michael Howard, die onder Thatcher verantwoordelijk was voor het beleid van de Britse regio’s. Daar bleek het systeem buitengewoon impopulair, en in 2005 heeft Howard, als toenmalig voorzitter van de Conservative Party, zijn excuses aan de Schotse bevolking aangeboden.
Na het vertrek van Thatcher werd de poll tax onder John Major vervangen door de council tax, eveneens een vaste belasting per persoon, die echter berekend wordt op basis van de waarde van de woning waarin men (al dan niet als eigenaar) verblijft, zoals die was in 1991. Zodoende zijn er verschillende council tax bands door middel waarvan de gemeentebelasting wordt geïnd: elkeen binnen deze band betaalt in principe hetzelfde, inkomensonafhankelijke bedrag. Hierbij krijgen echter alleenstaanden 25% korting en kunnen personen met een laag inkomen een reductie aanvragen. Studenten zijn helemaal vrijgesteld.

## Verenigde Staten

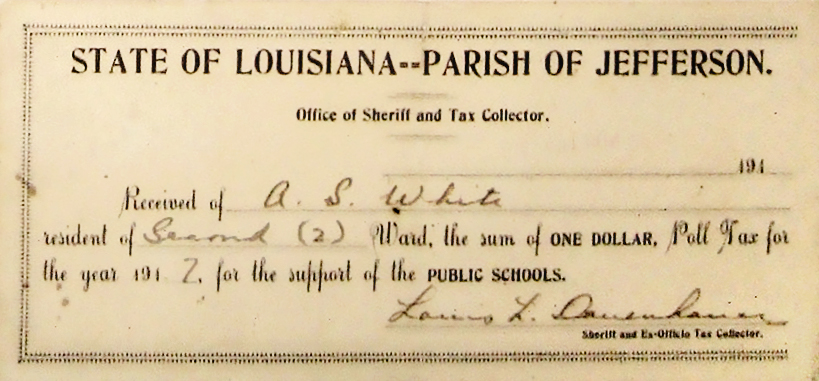
Betalingsbewijs voor poll tax (1917)

Ook in de Verenigde Staten is deze vorm van belasting bekend als poll tax of head tax. De bekendste poll tax-weigeraar was Henry David Thoreau. Deze weigerde de poll tax te betalen, volgens zijn boek Civil Disobedience omdat hij tegen de Mexicaans-Amerikaanse Oorlog en tegen slavernij was. Thoreau leefde bij Walden Pond, maar toen hij op 24 of 25 juli 1846 in Concord was om een schoen te laten repareren werd hij aangehouden door belastingontvanger Sam Staples. Thoreau weigerde principieel zes jaar achterstallige poll tax te betalen en werd in de plaatselijke gevangenis opgesloten. De volgende dag werd hij vrijgelaten, omdat iemand - mogelijk zijn tante Maria - de belasting voor hem had voldaan.